# Solène Mary
Solène Mary –en algunos sitios escrito como Solenne Mary– (Saint-Martin-d'Hères, 2 de marzo de 1981) es una deportista francesa que compitió en esgrima, especialista en la modalidad de sable.
Ganó tres medallas en el Campeonato Mundial de Esgrima entre los años 2006 y 2010, y tres medallas de bronce en el Campeonato Europeo de Esgrima entre los años 2006 y 2009.
Participó en los Juegos Olímpicos de Pekín 2008, ocupando el cuarto lugar en la prueba por equipos.

## Palmarés internacional
| Campeonato Mundial | Campeonato Mundial | Campeonato Mundial | Campeonato Mundial |
| Año                | Lugar              | Medalla            | Prueba             |
| ------------------ | ------------------ | ------------------ | ------------------ |
| 2006               | Turín (Italia)     | Medalla de oro     | Sable por equipos  |
| 2009               | Antalya (Turquía)  | Medalla de plata   | Sable por equipos  |
| 2010               | París (Francia)    | Medalla de bronce  | Sable por equipos  |
| Campeonato Europeo |                    |                    |                    |
| Año                | Lugar              | Medalla            | Prueba             |
| 2006               | Esmirna (Turquía)  | Medalla de bronce  | Sable por equipos  |
| 2008               | Kiev (Ucrania)     | Medalla de bronce  | Sable por equipos  |
| 2009               | Plovdiv (Bulgaria) | Medalla de bronce  | Sable individual   |